# Unified Messaging
Unified Messaging bezeichnet ein Verfahren, in jeglicher Form eingehende und zu sendende Nachrichten (z. B. Voice-Mail, E-Mail, Fax, SMS, MMS etc.) in eine einheitliche Form zu bringen und dem Nutzer über verschiedenste Access-Clients Zugang auf diese zu gewähren (Festnetz- oder Mobiltelefon, E-Mail-Client).
Es handelt sich um Dienste, die von den jeweiligen Providern proprietär konfiguriert werden.

## Verfahren
Die eingehenden Nachrichten und Informationen werden, soweit nötig, im ersten Schritt digitalisiert. Hierzu kommt für gedruckte Informationen die Texterkennung zum Einsatz. Faxe werden meist direkt von einem Fax-Server entgegengenommen und digital abgelegt bzw. mit OCR verarbeitet und als Text weitergeleitet (Fax2mail). Sprachmitteilungen (beispielsweise vom Anrufbeantworter) werden in Klangdateien und Textdateien gewandelt.
Die so aufbereiteten Nachrichten werden dem entsprechenden Mitarbeiter in einheitlicher Form (= Unified Messaging). übermittelt.
Derzeit ist es etwa üblich, dem Mitarbeiter die verschiedenen Dokumente per elektronischer Post zukommen zu lassen oder aber in einer Datenbank vorgangsbezogen abzulegen und dem Mitarbeiter über eine einheitliche Benutzeroberfläche Zugriff auf die Dokumente zu gewähren.
Zudem ist es möglich, dass man sich die Nachricht vom Rechner oder vom Audiotex-System per Fernzugriff vorlesen lässt.

## Ziel
Ziel ist es, alle Nachrichten, Daten und Dokumente zu bestimmten Vorgängen an einem Ort in technisch halbwegs einheitlicher Form nachvollziehbar und jederzeit abrufbar bereitzuhalten.
Grundsätzlich zu unterscheiden sind UM-Lösungen für den privaten Gebrauch und den kommerziellen Einsatz. Letztere lassen sich zur Verbesserung des Workflow u. a. in CRM- und ERP-Systeme (z. B. SAP) sowie Exchange, Lotus Notes, GroupWise o. ä. integrieren.

### Kritik
Die Tiefe und die Güte der Information der Provider über die angebotenen Leistungsmerkmale lässt viele Wünsche offen.
Konzepte zur Präsentation von Information auf dem Medium der momentanen Wahl unabhängig von der gewählten Form des Erstellers und unabhängig vom Kanal der Übertragung sind hilfreich. Der tatsächliche reale Nutzen erwächst aus zwei Merkmalen zur persönlichen Administrierung der Messages:
- mögliche einheitliche Archivierung mit zugeschnitten ausgewählten Formaten
- möglicher einfacher Export in eine momentan gewählte aufnehmende Datenbasis

mit folgenden Nebenbedingungen möglichst nach Kriterien ISO/IEC 15408:
- einheitliche Zugriffsregeln für einen technisch hindernisfreien aber informatorisch sicheren Zugriff unabhängig vom gewählten Kanal
- starke Schutzmechanismen gegen jeden fremden unbefugten Zugriff unabhängig vom gewählten Kanal

Beispiele  sind bekannt, in denen Unified Messaging neue Schwachstellen schafft.
Eine technische Standardisierung der Angebote ist bisher nicht erkennbar.

## UM-Rufnummern in Deutschland
Bei bundesweit angebotenen UM-Diensten ist durch die verschärfte Durchsetzung des Ortsnetzbezugs von geografischen Teilnehmerrufnummern in Deutschland durch die Bundesnetzagentur die Verwendung von geografischen Festnetznummern als virtuelle UM-Voicebox/Faxnummern nur noch bei vorhandenem Wohnsitz oder Firmensitz der UM-Kunden im jeweiligen Ortsnetz erlaubt. Da für die weitere Verwendung von geografischen Rufnummern gemäß den Vergaberichtlinien der BNetzA eine aufwändige Adressdatenüberprüfung der Kunden notwendig wäre und kostenintensiv Rufnummernblöcke in allen 5200 Ortsnetzen angefordert werden müssten, verzichten UM-Anbieter auf die weitere Verwendung geografischer Rufnummern und vergeben stattdessen nichtgeografische nationale 032-Teilnehmerrufnummern an ihre Kunden.